# Camurça-dos-pirenéus
A camurça-dos-pirenéus (Rupicapra pyrenaica) é um caprino encontrado nos Pirenéus e nas montanhas Cantábricas.